# Richard de Reviers (4e comte de Devon)
Pour les articles homonymes, voir Richard de Reviers.
Richard de Reviers, mort en 1193, est comte de Devon de 1188 à sa mort et baron de Plympton.
Il hérita du titre après la mort de son frère Baudouin de Reviers, qui n'eut pas le temps d'avoir d'enfant malgré son mariage. Après sa propre mort, leur oncle Guillaume de Reviers, seul fils survivant de Baudouin de Reviers, 1er comte de Devon, deviendra comte de Devon.